# Bald Head Island
Bald Head Island es una isla (también conocida como Isla Smith) y la villa ubicada en el lado este de la Río Cape Fear en condado de Brunswick en el estado estadounidense de Carolina del Norte. La localidad en el año 2000, tenía una población de 173 habitantes en una superficie de 15 km², con una densidad poblacional de 15,6 personas por km².

## Historia
Bald Head Island es una isla pequeña, pero ha desempeñado un papel importante en dos guerras que afectaron a la historia reciente de los Estados Unidos. Durante la Guerra de Independencia de los EEUU, aquí había un fuerte británico, el Fort George. Durante la Guerra de Secesión de EEUU, los mismos reductos, rebautizados como Fort Holmes, fueron una base de la Confederación, importante para la navegación y el contrabando.

## Geografía
Bald Head Island se encuentra ubicada en las coordenadas 33°51′43″N 77°59′24″O / 33.86194, -77.99000. Según la Oficina del Censo, la localidad tiene un área total de 15 km² (5,8 mi²), de la cual 11,1 km² (4,3 mi²) es tierra y 3,9 km² (1,5 mi²) (25.73%) es agua.

### Localidades adyacentes
El siguiente diagrama muestra a las localidades en un radio de 20 kilómetros (12,4 mi) de Bald Head Island.

## Demografía
En el 2000 la renta per cápita promedia del hogar era de $62.083, y el ingreso promedio para una familia era de $56.964. El ingreso per cápita para la localidad era de $45.585. En 2000 los hombres tenían un ingreso per cápita de $51.250 contra $35.000 para las mujeres. Alrededor del 10.30% de la población estaba bajo el umbral de pobreza nacional.